# Walther Bronsart von Schellendorff

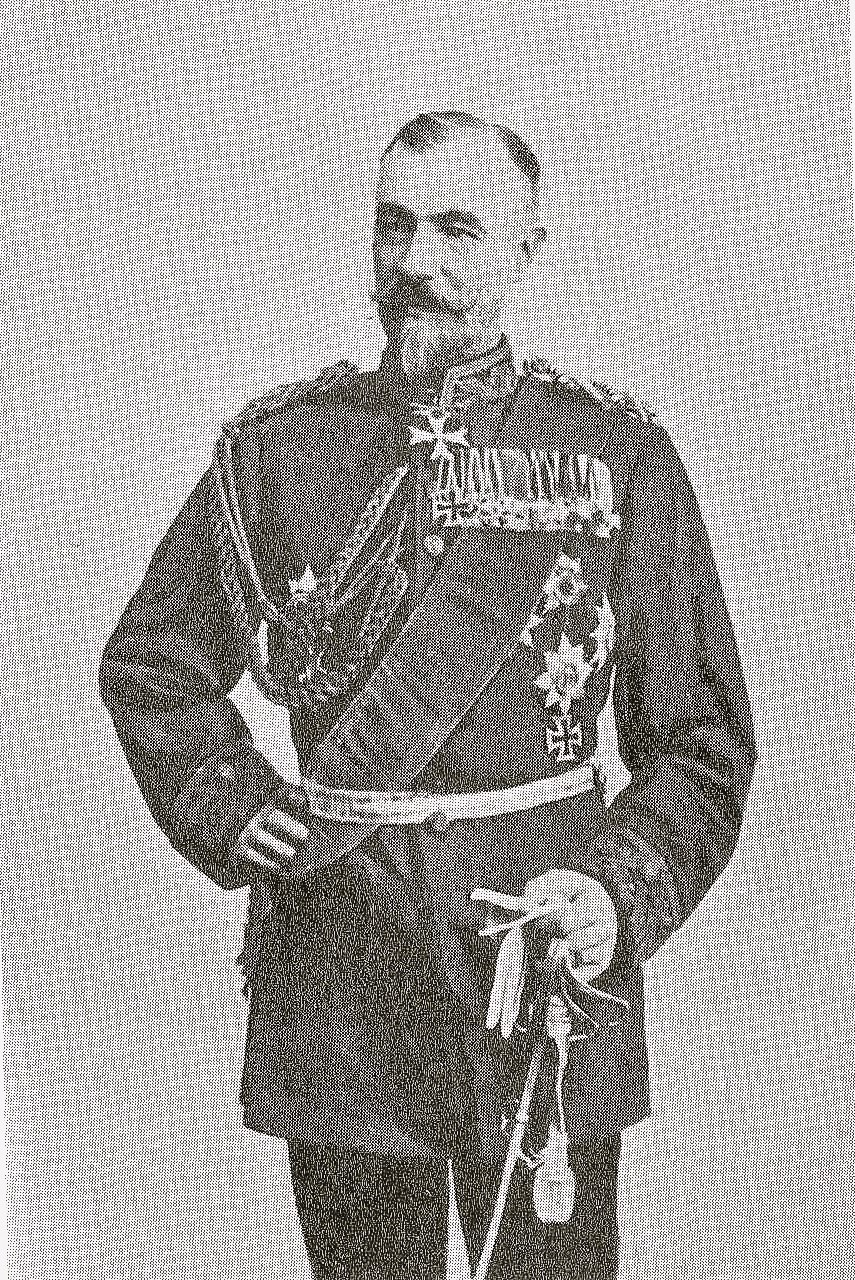
Walther Bronsart von Schellendorff, General und Kriegsminister

Das Wappen der Familie Bronsart von Schellendorff

Walther Franz Georg Bronsart von Schellendorff (* 21. Dezember 1833 in Danzig; † 13. Dezember 1914 auf Gut Marienhof, Amt Güstrow) war ein preußischer General der Infanterie, Generaladjutant von Kaiser Wilhelm II. sowie Staats- und Kriegsminister.

## Leben

### Herkunft
Walther Bronsart von Schellendorff, Herr auf Marienhof und Groß-Tessin, entstammte dem alten preußischen Adelsgeschlecht Bronsart von Schellendorff und war der Sohn des preußischen Generalleutnants Heinrich Bronsart von Schellendorff (1803–1874) und dessen Ehefrau Antonia (Antoinette), geborene de Rège (1810–1873). Er war der jüngere Bruder des Paul Bronsart von Schellendorff, der 1889 ebenfalls als Kriegsminister zurücktrat.

### Militärkarriere
Bronsart von Schellendorf trat 1851 aus der Kadettenanstalt in das 1. Infanterieregiment ein und wurde 1852 zum Sekondeleutnant befördert. Nach dem Studium an der Allgemeinen Kriegsschule 1855/58 wurde er 1859 beim Generalkommando des I. Armee-Korps zum Adjutanten ernannt, nachdem er zum 8. Jäger-Bataillon versetzt worden war. 1860 kam er zur topographischen Abteilung des Generalstabs und wurde schließlich 1862 als Hauptmann zum Großen Generalstab versetzt.
Im Deutsch-Dänischen Krieg 1864 nahm Bronsart von Schellendorff an der Belagerung der Düppeler Schanzen teil. Den Deutschen Krieg gegen Österreich erlebte er im Hauptquartier des Königs von Preußen.
Zum Major befördert, wurde er Generalstabsoffizier der 17. Division in Kiel. 1869 folgte seine Ernennung zum Bataillonskommandeur des 87. Infanterie-Regiments zu Mainz. Bei Ausbruch des Deutsch-Französischen Krieges 1870 bewährte er sich als Chef des Stabes des IX. Armee-Korps unter dem als schwierig geltenden General von Manstein, bevor er Chef des Generalstabs des XIII. (württemb.) Armee-Korps wurde. Hier wurde er 1873 zum Oberst befördert.
1875 ernannte man Bronsart von Schellendorff zum Kommandeur des 89. Infanterie-Regiments in Schwerin. Bei diesem wurde er 1893 à la suite gestellt. 1879 zum Kommandeur der 34. Infanterie-Brigade (Großherzoglich Mecklenburgische) ernannt, wurde er 1880 zum Generalmajor befördert und im Folgejahr als Generalstabschef zum X. Armee-Korps nach Hannover versetzt. 1884 wurde er Generalleutnant und kehrte als Kommandeur zur 17. Division zurück. 1888 zum Kommandierenden General des III. Armee-Korps ernannt, wurde er 1889 zum General der Infanterie befördert.
Um sich um seine kränkelnde Frau kümmern zu können, suchte er wiederholt um seine Enthebung aus den Ämtern nach. Diesem Ersuchen wurde 1892 stattgegeben und er zog sich auf das ihm seit 1876 gehörige Gut Marienhof bei Krakow am See zurück. Bei seiner zur Dispositionsstellung wurde er durch eine Kabinettsordre des Inhalts geehrt, dass auch weiterhin auf seine Dienste gezählt würde. Infolgedessen wurde er weiterhin in der Liste der aktiven Generale geführt.
Im Herbst 1893 folgte seine Reaktivierung, indem er zum Chef des Kriegsministerium ernannt wurde. In dieser Funktion nahm er die Armee gegen die Angriffe der Sozialdemokraten in Schutz und stellte eine vom Reichstag geforderte Reform des Militärstrafprozesses in Aussicht. Aufgrund von Differenzen mit dem Militärkabinett trat er am 14. August 1896 zurück. Sein Ausscheiden 1896 wurde parteiübergreifend bedauert. Dies geschah nicht zuletzt, weil mit ihm die Reform der Militärstrafprozess-Ordnung in zu jener Zeit unabsehbare Ferne zu treten schien.
Bronsart von Schellendorff verstarb 1914 auf seinem Gut Marienhof im Amtsbezirk Güstrow. Außerdem war er Eigentümer der Güstrower Güter Groß- und Klein-Tessin.

### Familie
Walther heiratete am 26. September 1863 in Altona Harriet Helene Donner (* 14. November 1841 in Altona; † 21. September 1917 auf Gut Marienhof, Amt Güstrow), die Tochter des Hamburger Handelsherrn und Bankiers Bernhard Donner, königlich dänischer Etatsrat und Gutsbesitzer auf Bredeneek, und der Helene Schröder (aus der freiherrlichen Linie).
Aus der Ehe gingen neun Kinder hervor, darunter:
- Elisabeth (* 3. August 1864 in Berlin), Schriftstellerin,[5] seit 1895 mit dem General der Infanterie Heinrich von Igel verheiratet
- Bernhard (1866–1952), deutscher Generalleutnant
- Veronika Helene Antonie (* 8. September 1867 in Kiel; † 1968), Ehefrau von Friedrich Bronsart von Schellendorf und Mutter der Botanikerin Huberta von Bronsart (1892–1978)
- Günther (1869–1947), Major im argentinischen Heer, Militärattaché und Oberst
- Walter Siegfried (1871–1963), preußischer Oberstleutnant und Ritter des Ordens Pour le Merite; 1920/21 angeschuldigt bei den Leipziger Prozessen[6]
- Hans Heinrich (* 28. Juli 1874 in Cannstatt; † 20. Dezember 1938 auf Marienhof), Herr auf Marienhof und Poppelvitz
- Paul Wolfgang Erich (* 18. Juni 1885 auf Marienhof; † ×1964)

## Auszeichnungen
- Schwarzer Adlerorden mit der Kette[7]
- Großkreuz des Roten Adlerordens mit Eichenlaub und Schwertern am Ringe[7]
- Kronenorden I. Klasse mit Schwertern am Ringe[7]
- Eisernes Kreuz (1870) II. und I. Klasse[7]
- Preußisches Dienstauszeichnungskreuz[7]
- Großkreuz des Hausordens Albrechts des Bären[7]
- Großkreuz des Bayerischen Militärverdienstordens[7]
- Großkreuz des Ordens Heinrichs des Löwen mit Schwertern[7]
- Großkreuz des Großherzoglich Hessischen Ludwigsordens[7]
- Komtur II. Klasse des Verdienstordens Philipps des Großmütigen mit Schwertern[7]
- 30. Januar 1871 Hessisches Militär-Verdienstkreuz[7]
- Großkreuz mit der Krone in Gold des Hausordens der Wendischen Krone[7]
- Großkreuz des Greifenordens[7]
- Mecklenburgisches Militärverdienstkreuz II. Klasse[7]
- Ehrengroßkreuz des Oldenburgischen Haus- und Verdienstordens des Herzogs Peter Friedrich Ludwig[7]
- Hausorden der Rautenkrone[7]
- Großkreuz des Ordens der Württembergischen Krone mit Schwertern[7]
- I. Klasse, III. Stufe des Ordens vom Doppelten Drachen[7]
- Großkreuz des Erlöser-Ordens[7]
- Großkreuz des k.u. Sankt-Stephans-Ordens[7]
- Orden der Eisernen Krone III. Klasse[7]
- Großkreuz des Ritterordens von Avis[7]
- Russischer Orden der Heiligen Anna I. Klasse mit Brillanten[7]